# Plaza de las Culturas (Melilla)
La Plaza de las Culturas es uno de los lugares más emblemáticos de Melilla. Esta plaza se encuentra en la zona de la Melilla La Vieja y es un homenaje a la diversidad cultural de la ciudad. En ella se pueden encontrar diferentes esculturas y monumentos que representan las diferentes culturas que han dejado su huella en Melilla, como la cristiana, la judía o la musulmana.

## Historia
Su remodelación comenzó en abril de 2002 y fue terminada en septiembre de 2004 y desde entonces ha ido ganando en prestancia con nuestros equipamientos ornamentales.

## Descripción
La plaza consiste en una superficie de más de 8.700 metros cuadrados. Con ocasión de su construcción, también se edificó un nuevo inmueble lateral, sobre una superficie de unos 600 metros cuadrados, destinado en su planta baja a acoger locales comerciales y una Oficina de Turismo, y en su planta primera a oficinas como las de la Federación de Fútbol. En su parta baja se creó parking subterráneo con capacidad para 265 vehículos.

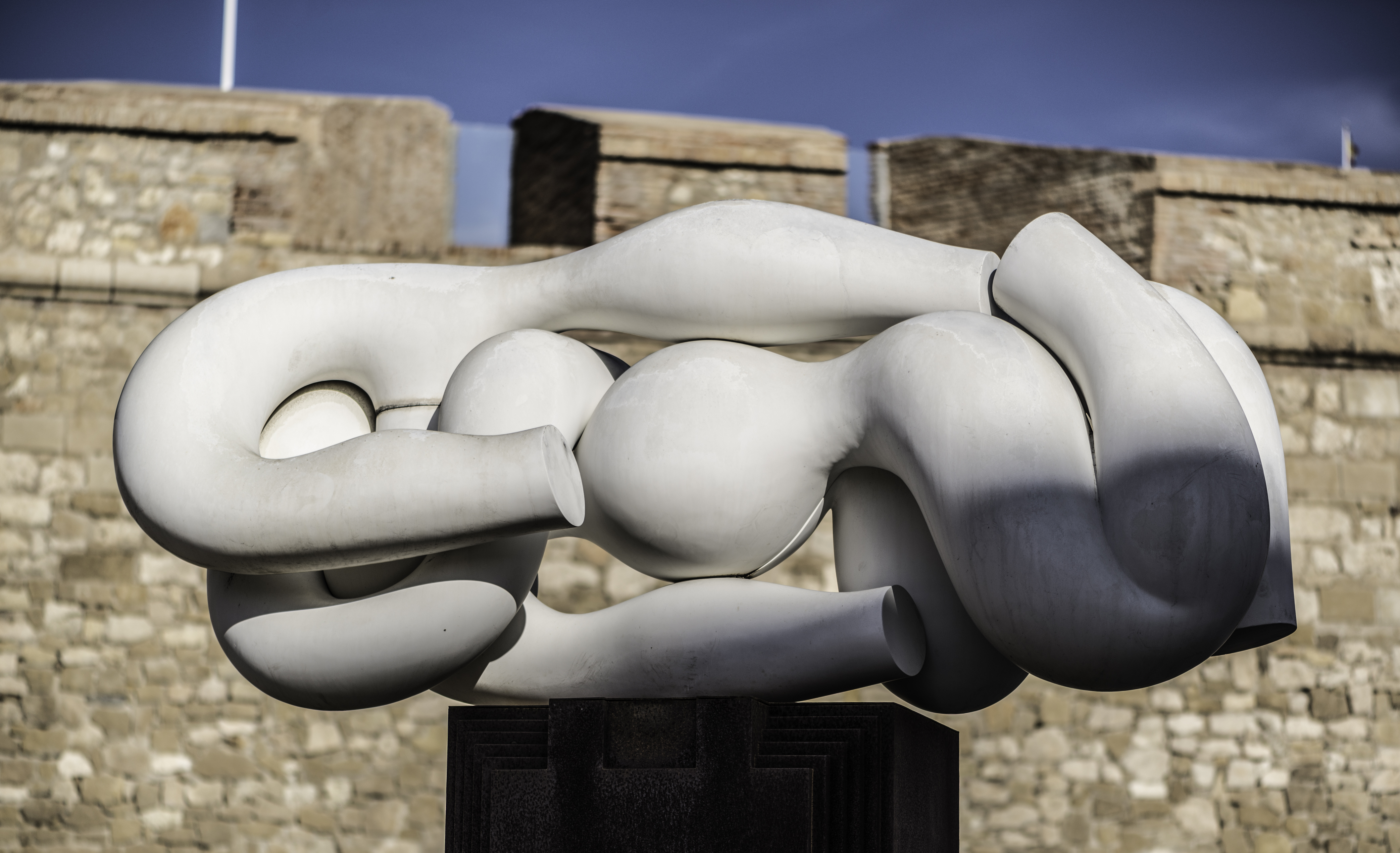
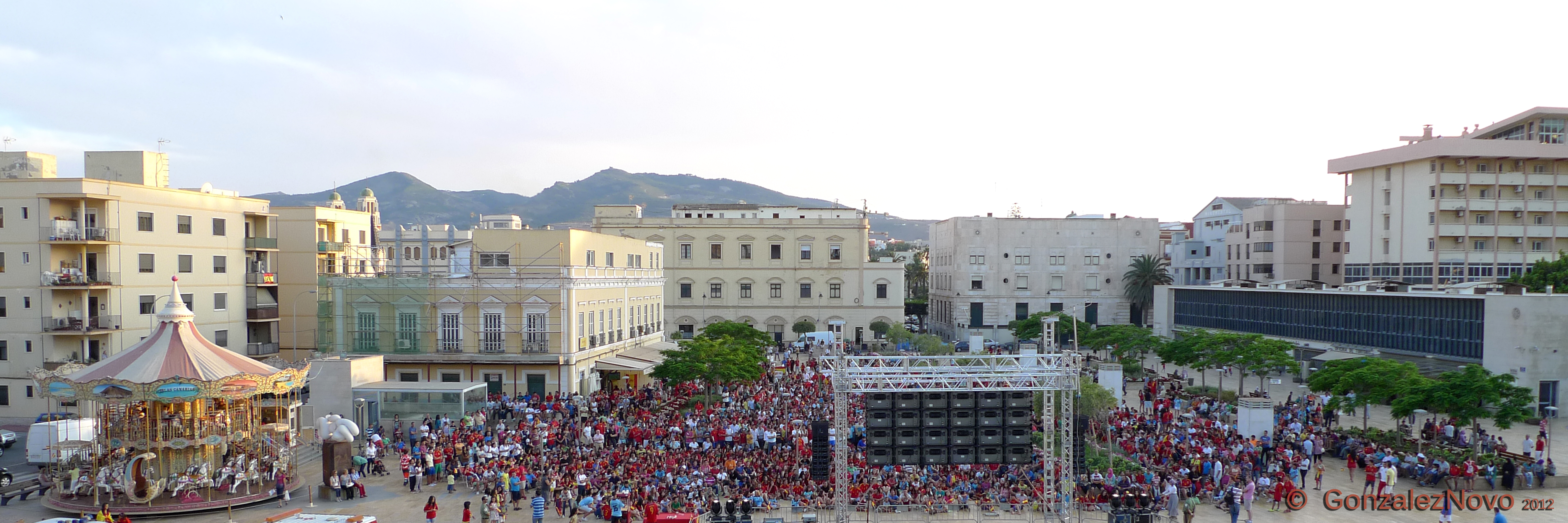
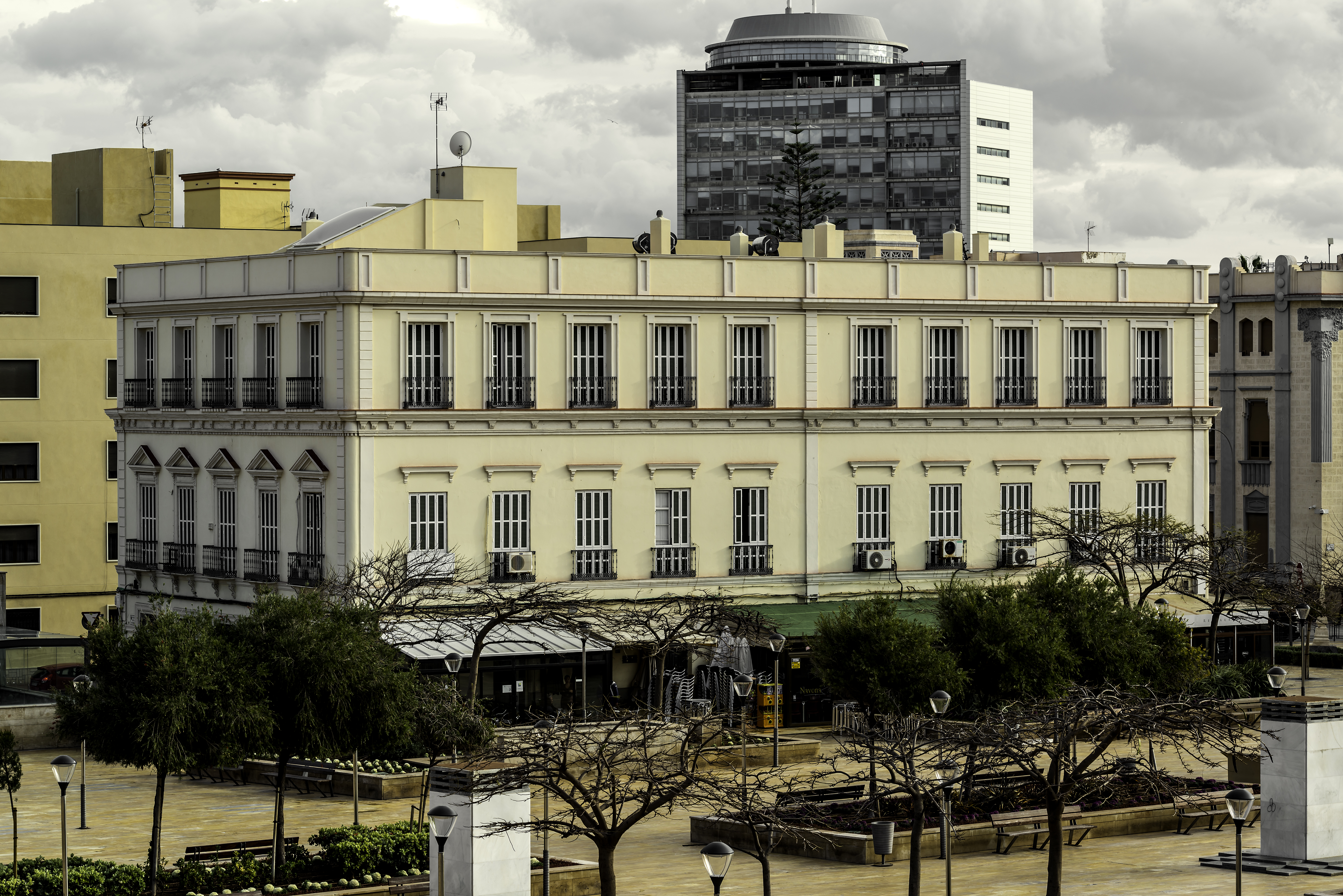